# فرودگاه ایل-ا-لا-کرس
فرودگاه ایل-ا-لا-کرس (به انگلیسی: Île-à-la-Crosse Airport) یک فرودگاه همگانی است که یک باند فرود شن دارد و طول باند آن ۱۱۹۱ متر است. این فرودگاه در کشور کانادا قرار دارد و در ارتفاع ۴۲۵ متری از سطح دریا واقع شده‌است.